# Chinateatern

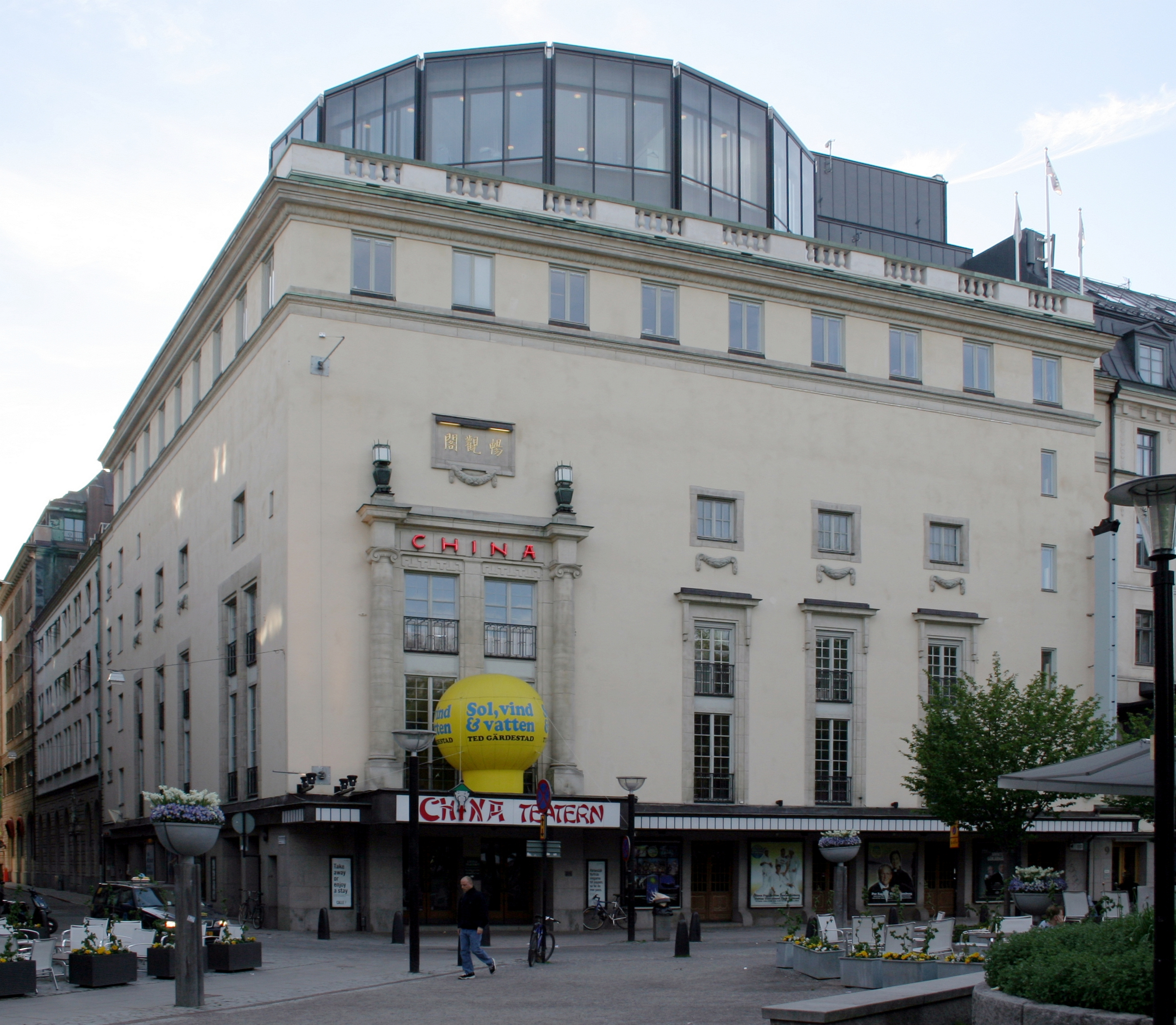
Das Chinateatern (2005)

Chinateatern (auch China Teatern, in Schweden oft abgekürzt China; dt. Das Chinatheater; international bekannt als engl. China Theatre) ist ein schwedisches Kino-, Musical-, Kleinkunst-, Revue- sowie klassisches Theater in Stockholm. Das 1928 eröffnete Privattheater befindet sich direkt am Berzelii Park im Stadtbezirk Norrmalm im Zentrum der schwedischen Hauptstadt. Es gilt als eines der größten und bedeutendsten Revue-Theater im skandinavischen Raum.

## Geschichte

### Entstehung bis Mitte der 1940er-Jahre
Das Chinateatern wurde zwischen 1926 und 1928 auf Initiative des schwedischen Filmproduzenten Charles Magnusson geplant und baulich in das bereits seit 1862 bestehende Restaurant und Unterhaltungsetablissement Berns Salonger integriert. Der Architekt Albin Stark, der sich sehr für Chinesische Architektur interessierte, war 1922 eigens in das Reich der Mitte gereist, um sich Inspirationen für seinen Baustil zu holen. Diese Anregungen flossen auch in die architektonische Gestaltung des Chinateatern ein. Das architektonisch Besondere an dem Theater- und Kinosaal ist, dass er vollkommen ohne tragende Säulen auskommt und somit von jedem der rund 1250 Sitzplätze aus eine freie Sicht garantiert ist. Darauf spielen die goldenen chinesischen Schriftzeichen über dem Eingang des Theaters an: „Das Haus mit der perfekten Sicht“ (bzw. „den perfekten Ausblicken)“.
Für die Innengestaltung unter anderem mit Holz- und Intarsienarbeiten zeichnete der Künstler und Designer Ewald Dahlskog verantwortlich, dessen Arbeiten mit denen seines Kollegen Einar Forseth und Beispielen chinesischer Kunst kombiniert wurden. Auf die Decke des Vorführungssaals wurden 1485 Sterne gemalt, die exakt den Sternenhimmel der Tagundnachtgleiche des Jahres 1870 wiedergeben. Die komplette Ausgestaltung des Chinateatern ist bis heute im Original erhalten.    
Das Theater wurde am 19. Oktober 1928 mit der schwedischen Premiere des Stummfilms Anna Karenina mit Greta Garbo feierlich eröffnet, musikalisch begleitet von einem 17 Mann starken Orchester. Ursprünglich als Stummfilmpalast gedacht, entwickelte sich das Chinateatern bereits ab 1929 als populärer Aufführungsort der in Mode gekommenen Revuen: Der schwedische Revuestar Ernst Rolf übersiedelte in diesem Jahr mit seinem kompletten Showprogramm an das China. In den folgenden Jahren entwickelte sich das Etablissement zum größten und bedeutendsten Revue-Theater in Skandinavien, die Bedeutung als Kino geriet dabei zunehmend in den Hintergrund.
Revue-Stars aus ganz Europa und den USA traten im Chinatheatern auf, während des Zweiten Weltkriegs wurde der inzwischen international bekannte Revuepalast im neutralen Schweden beliebte Anlaufstelle für Showacts aus aller Welt: Noch 1943 standen hier Varieté-Künstler wie das Screwball-Paar Frank Melino und Barbara Randall, der Pantomime und Vaudeville-Künstler George Campo oder der Jongleur Béla Kremo, die aus Schweden, Dänemark, der Schweiz, den USA und anderen Ländern kamen, mit deutschen Artisten und Tänzerinnen der Berliner Scala gemeinsam auf der Bühne.

### Mitte der 1940er-Jahre bis Gegenwart

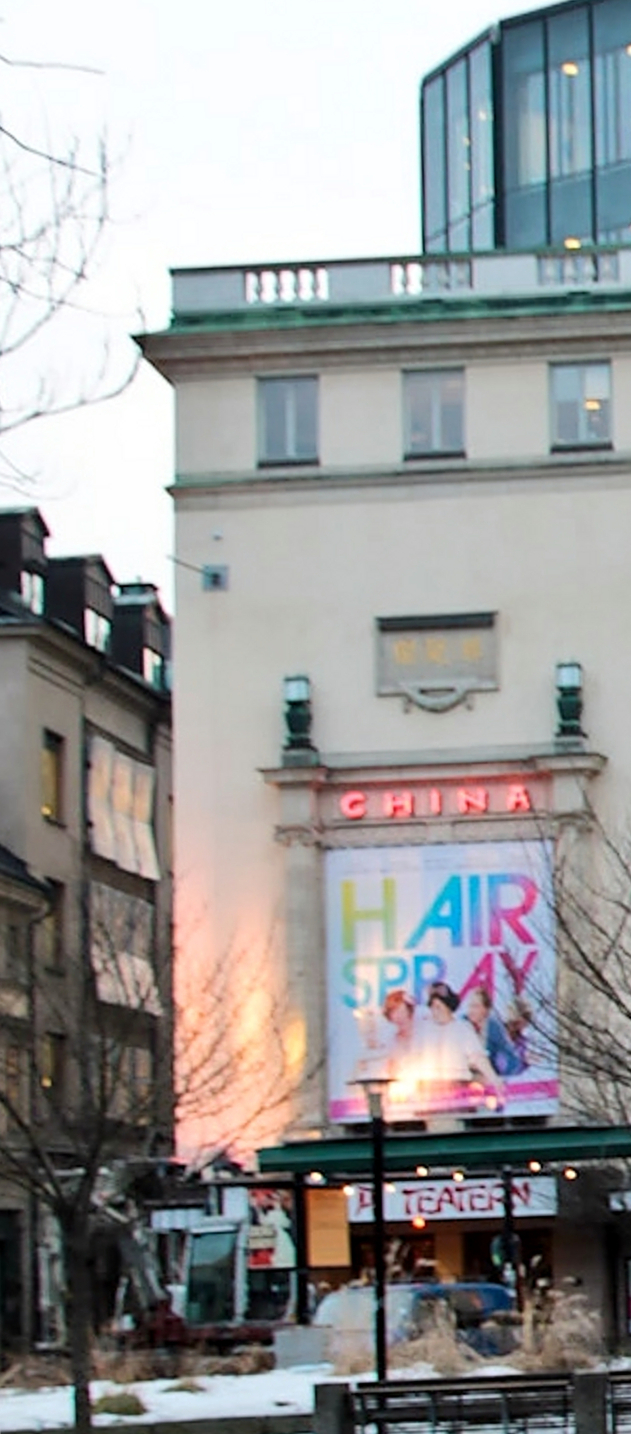
Eingang zum Chinateatern und Außenwerbung (2010)

In den späten 1940er-, den 1950er- und 1960er-Jahren entwickelte sich das Chinateatern zu einem beliebten Aufführungsort für Musicals. Auch Revuen, Varieté, Kino und Shows bekannter internationaler Unterhaltungskünstler wie Maurice Chevalier und Lena Horne wurden nach wie vor geboten. Während es in den 1970er- und frühen 1980er-Jahren nur noch als Kino fungierte, eine Phase des Niedergangs erlebte und beinahe zum Bürokomplex mit Parkhaus umfunktioniert worden wäre, wurde es seit Mitte der 1980er-Jahre nach einem Besitzerwechsel als Aufführungsort für schwedische und internationale Revuen und Shows reaktiviert. Den Anfang machte bei der Neueröffnung eine Show des in Schweden geborenen Hollywoodstars Ann-Margret, gefolgt von schwedischen Unterhaltungsshows und internationalen Musicals wie Cats, Grease oder Der kleine Horrorladen.
1989 wurde das Theater nach einem erneuten Besitzerwechsel umfassend renoviert und restauriert und dient heute tagsüber als Ort für Business-Events und Konferenzen mit angeschlossenen gastronomischen Einrichtungen. Abends ist es nach wie vor als Kino und Theater in Betrieb.
Bis heute wird das Chinateatern auch von klassischen Theaterbühnen Stockholms als Ausweichquartier und Nebenbühne genutzt, unter anderem vom Königlichen Dramatischen Theater. Dabei sind auch populäre schwedische Schauspielstars auf der Bühne zu erleben, so 2002 Peter Haber in Der Revisor. 2009 bis 2010 steht Rolf Lassgård in Hairspray als Edna Turnblad im Chinateatern auf der Bühne.